# سعادة (وشحة)

تعديل مصدري - تعديل

سعادة هي إحدى قرى عزلة ضاعن بمديرية وشحة التابعة لمحافظة حجة، بلغ تعداد سكانها 725 نسمة حسب تعداد اليمن لعام 2004.